# 松崎芳隆
松崎 芳隆（まつざき よしたか、1931年 - ）は、日本のフランス文学者、翻訳家。早稲田大学名誉教授。

## 翻訳
- 『椿姫』（デュマ・フィス、東西五月社、フランス文学全集4） 1960
- 『狭き門』（アンドレ・ジッド、須藤哲生共訳、筑摩書房、世界文学全集47） 1966
- 『ヌヴォー・ロマン論』（J・ブロック-ミシェル、島利雄共訳、紀伊国屋書店） 1966
- 『仔猿のような芸術家の肖像 / 綺想曲』（ミシェル・ビュトール、清水徹共訳、筑摩書房） 1969
- 『成熟の年齢』（ミシェル・レリス、現代思潮社） 1969
- 『ミラノ通り』（ミシェル・ビュトール、竹内書店） 1971
- 『モンテーニュ論 エセーをめぐるエセー』（ミシェル・ビュトール、筑摩叢書） 1973
- 『レヴィ＝ストロース 構造と不幸』（C・バケス＝クレマン、伊藤晃, 中村弓子共訳、大修館書店） 1974
- 『新ムーシェット物語』（ジョルジュ・ベルナノス、春秋社、ジョルジュ・ベルナノス著作集2） 1977
- 『ペテン師』（クロード・シモン、集英社、世界の文学23） 1977
- 『王道』（アンドレ・マルロー、集英社、世界文学全集80） 1979
- 『フィギュール』（ジェラール・ジュネット、平岡篤頼共訳、未來社） 1993

| スタブアイコン | サブスタブ | この項目は、まだ閲覧者の調べものの参照としては役立たない、文人（小説家・詩人・歌人・俳人・作詞家・作家・放送作家・随筆家（コラムニスト）・文芸評論家）に関連した書きかけの項目です。この項目を加筆・訂正などしてくださる協力者を求めています（P:文学/PJ:作家）。 |